# Les Anderson

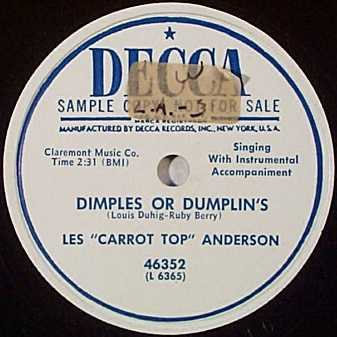
Dimples or Dumplin’s, 1951

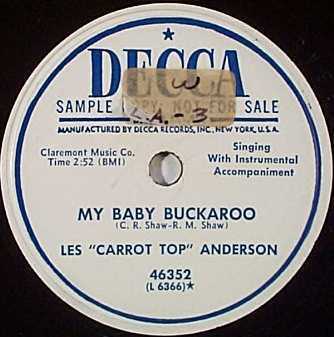
My Baby Buckaroo, 1951

Les „Carrot Top“ Anderson (* 20. Februar 1921 in Siloam Springs, Arkansas, als Clelland Irving Anderson; † 4. Oktober 2001) war ein US-amerikanischer Country-Musiker. Anderson war bedeutender Vertreter des kalifornischen Western Swings und vor allem im Radio und Fernsehen sehr beliebt.

## Leben
Les Anderson wurde 1921 in Arkansas geboren. Anderson wurde von seinen Eltern nach seinem Großvater benannt, der ebenfalls den seltenen Namen „Clelland“ trug. Da Anderson rothaarig war, wurde er auch „Red Anderson“ genannt.
In den 1940er-Jahren spielte Anderson Steel Guitar in Bob Wills’ Texas Playboys. In dieser Zeit bekam Anderson aus nicht bekannten Gründen den Namen „Les“, der bald „Red“ ersetzte und ihn zeit seines Lebens begleitete. Ende der 1940er-Jahre, ungefähr 1948, ließ Anderson in Kalifornien nieder und fasste bald Fuß in der Country-Szene von Los Angeles und Umgebung. Von dem Western-Swing-Bandleader Spade Cooley wurde er für dessen Band als Steel-Gitarrist und Sänger engagiert. Bald trat Anderson in der gesamten Umgebung von Los Angeles, im Radio und vielen verschiedenen Fernsehshows auf. In dieser Zeit spielte Anderson erste Demos und kommerzielle Platten als Sänger für Spade Cooleys Band ein. Sein Plattendebüt hatte er bereits 1945 als Sänger der B-Seite einer Ole-Rasmussen-Single auf La Marr’s Star Records gegeben.
Ab Anfang der 1950er-Jahre war Anderson Mitglied der Town Hall Party, die jeden Samstagabend aus Compton gesendet wurde. In den 1950er-Jahren war die Town Hall Party die erfolgreichste Country- und Rock-’n’-Roll-Show an der Westküste. Trotz seiner Popularität und einem Plattenvertrag mit Decca Records in den Jahren 1950 und 1951 konnte er nie einen nationalen Hit verbuchen. An der Westküste konnte sich seine Beliebtheit aber bis Ende der 1950er-Jahre halten. Für Foreman Phillips’ Show Country Barn Dance Jubilee übernahm er ab 1954 die Moderation und war oftmals als Gast in Tex Ritters TV-Show Ranch Party zu sehen.
Anderson spielte seine letzte Platte 1958 für Spry Records ein, die 1960 von Crosby noch einmal wiederveröffentlicht wurde. Er zog später nach British Columbia, Kanada, und wurde 1990 in die Western Swing Society Hall of Fame aufgenommen. Les Anderson starb 2001 im Alter von 80 Jahren.

## Diskografie
| Jahr                   | Titel                                                                      | #             | Anmerkungen                                                              |
| ---------------------- | -------------------------------------------------------------------------- | ------------- | ------------------------------------------------------------------------ |
| Veröffentlichte Titel  |                                                                            |               |                                                                          |
| La Marr’s Star Records |                                                                            |               |                                                                          |
| 1945                   | I Ain’t Got a Nickle to My Name / Song of the Lonesome Prairie             |               | A-Seite von Ole Rasmussen                                                |
| Exclusive Records      |                                                                            |               |                                                                          |
| 1948                   | This Is Southland / And I Shook                                            | 57x           |                                                                          |
| Cormac Records         |                                                                            |               |                                                                          |
| 1950                   | Queen of the Saddle / Storeroom on My Mind                                 | CRS-1107      |                                                                          |
| Decca Records          |                                                                            |               |                                                                          |
| 1950                   | New Panhandle Rag / Teardrops on the Roses                                 | 9-46250       |                                                                          |
| 1950                   | Blue Light Boogie / Troublen Satisfaction                                  | 9-46259       |                                                                          |
| 1951                   | I Was Sorta Wondering / Just Like Two Drops of Water                       | 9-46303       |                                                                          |
| 1951                   | Las Vegas, Nevada / T-T-Tucky Ty                                           | 9-46326       |                                                                          |
| 1951                   | Dimples or Dumplin’s / My Baby Buckaroo                                    | 9-46352       |                                                                          |
| 1951                   | She’s Dynamite in Blue Dungarees / Tennessee Moon                          | 9-46370       |                                                                          |
| Ace-Hi Hits Records    |                                                                            |               |                                                                          |
| 1952                   | Older and Bolder / Midnight                                                | 5006          | mit den Ranch Boys                                                       |
|                        | I’m an Old Old Man / This World Alive I’ll Never Get Out Of                | 5007          | mit den Ranch Boys                                                       |
|                        | I Let The Stars Get In My Eyes / The Gal Who Invented Kissin‘              | 5008          | A-Seite von „Rose Lee“ (möglicherw. Rose Lee Maphis); mit den Ranch Boys |
|                        | I’ll Go On Alone / All That I’m Asking Is Sympathy                         | 5009          | mit den Ranch Boys                                                       |
|                        | No Help Wanted / Kaw-Liga                                                  | 5010          | mit den Ranch Boys                                                       |
| Vicca Records          |                                                                            |               |                                                                          |
|                        | Beautiful Arkansas / Now I Know                                            |               |                                                                          |
|                        | I Love Susie / Thrity Two Riverside Drive                                  |               |                                                                          |
| Spry Records           |                                                                            |               |                                                                          |
| 1958                   | Johnny Sorrow / Brenda Lee                                                 | 119-45        | 1960 auf Crosby 1-45 wiederveröffentlicht                                |
| Sonstige Aufnahmen     |                                                                            |               |                                                                          |
| 1949                   | - Golden Lariat                                                            | Live-Aufnahme | mit dem Spade Cooley Orchestra; Hollyrad-Acetat                          |
|                        | - Queen of the Saddle - After Sundown Tonight                              |               | Hollyrad-Acetat                                                          |
| 1950                   | - New Panhandle Rag (alt. Version) - Teardrops on the Roses (alt. Version) | Decca         | unveröffentlicht                                                         |
| 1951                   | - Hoein' Cotton                                                            | Decca         | unveröffentlicht                                                         |
|                        | - Such a Beautiful Evening - Sun Sets Gold - Sad But True - Mople Alone    |               | [Status unbekannt]                                                       |